# ستيفن هاس
ستيفن هاس (بالألمانية: Steffen Haas)‏ هو لاعب كرة قدم ألماني في مركز الوسط، ولد في 18 مارس 1988 في كارلسروه في ألمانيا. شارك مع منتخب ألمانيا تحت 18 سنة لكرة القدم ومنتخب ألمانيا تحت 20 سنة لكرة القدم. أما مع النوادي، فقد لعب مع فيهين فيسبادن وكيكرز أوفنباخ ونادي كارلسروه ونادي هوفنهايم.

## وصلات خارجية
- ستيفن هاس على موقع قاعدة بيانات كرة القدم.إي يو (الإنجليزية)
- ستيفن هاس على موقع بيانات كرة القدم. دي إي (الألمانية)
- ستيفن هاس على موقع عالم كرة القدم.نت (الإنجليزية)